# Alfred Metzler
Alfred Metzler (* 29. April 1951 in Wolfach) ist ein ehemaliger deutscher Fußballspieler und -trainer.

## Werdegang
Metzler begann mit dem Fußballspielen im Alter von acht Jahren in seinem Heimatort beim FC Wolfach, bei dem er alle Jugendklassen durchlief und in der Wettkampfmannschaft debütierte. Als Teenager wechselte er zum in der seinerzeit zweitklassigen Regionalliga antretenden FC 08 Villingen und absolvierte 1971/72 zwölf Ligaspiele an der Seite von Mitspielern wie Karl Armbrust, Klaus Bockisch, Rainer Eisenhardt, Walter Gruler und Heinz Schrodt. 1972 stieg er mit dem Klub in die Amateurliga Schwarzwald-Bodensee ab, wo die Mannschaft als Drittligameister 1973 in der Aufstiegsrunde den direkten Wiederaufstieg verpasste. 
Metzler wechselte 1973 innerhalb Südbadens zum Drittligisten Offenburger FV, mit dem er zweimal in Folge die Meisterschaft in der 1. Amateurliga Südbaden gewann. 1974 gab es jedoch aufgrund der Einführung der 2. Bundesliga keinen Aufsteiger. Im folgenden Jahr verpasste Metzler mit der von Hans Cieslarczyk trainierten Mannschaft in der Aufstiegsrunde mit drei Siegen aus sechs Spielen an der Seite von Uli Bruder, Bernd Schmider, Hans Hägele und Karl-Heinz Bente als Zweiter hinter dem SSV Reutlingen 05 den Aufstieg.
Metzler wechselte 1975 zum Freiburger FC und absolvierte 27 Spiele im Verlauf der Spielzeit 1975/76. Unter dem neuen Trainer Georg Gawliczek war Metzler in der folgenden Spielzeit Stammspieler und bestritt alle 34 Saisonspiele. Die Mannschaft dominierte die Serie und hatte am Saisonende als Meister 13 Punkte Vorsprung auf den Lokalrivalen SC Freiburg. In der anschließenden Aufstiegsrunde blieb der Freiburger FC gegen den SSV Reutlingen, den SSV Ulm 1846 und den SV  Neckargerach verlustpunktfrei. Anschließend spielte Metzler bis 1980 drei Spielzeiten für den Klub in der 2. Bundesliga.
Er kehrte 1980 zum Offenburger FV zurück, der in der Oberliga Baden-Württemberg antrat und sich zu Beginn der 1980er Jahre das Ziel setzte, in die 2. Bundesliga aufzusteigen. In den folgenden Jahren wurden daher neben Metzler mit unter anderem Klaus Müller, Karl-Heinz Handschuh, Hans-Dieter Bentrup, Ralf Todzi und Uli Bruder weitere vormalige Profispieler verpflichtet. Unter Trainer Klaus Blawert lieferte sich der Klub in der Oberliga-Saison 1982/83 ein Duell mit dem SSV Ulm 1846 um die Drittligameisterschaft, das die „Spatzen“ letztlich mit zwei Punkten Vorsprung für sich entschieden. Dennoch qualifizierte Metzler sich mit der Mannschaft als Tabellenzweiter für die Deutsche Amateurmeisterschaft 1983, dort scheiterte sie aber nach einer 0:6-Niederlage im Halbfinale an der Reservemannschaft des FC Bayern München. Im Laufe der folgenden Spielzeit kam es zu einem einschneidenden Erlebnis, nachdem nach der Entlassung von Blawert zunächst Manfred Krafft, der nur zwei Spieltage nach seiner Verpflichtung Anfang November 1983 von einem vertraglichen Sonderkündigungsrecht Gebrauch machte und einem Angebot des 1. FC Kaiserslautern folgte, dann als Interimslösung Rolf Müller und ab Ende November Karl-Heinz Bente als Trainer fungierten. Als Bente im Januar bei einem Autounfall ums Leben kam, beendete Metzler seine Spielerlaufbahn und übernahm den Trainerposten. Erneut führte er den Verein zur Vizemeisterschaft; in der Deutschen Amateurmeisterschaft 1984 gewann die von ihm betreute Mannschaft nach einem 4:1-Endspielerfolg gegen den SC Eintracht Hamm den Titel. In der folgenden Spielzeit spielte der OFV zwar weiterhin im vorderen Bereich mit, ließ aber den Kontakt zur Spitze um den SV Sandhausen und den VfR Mannheim abreißen. In der Folge wurde Metzler nach dem 27. Spieltag entlassen und durch Schmider ersetzt, der die Mannschaft auf den vierten Platz führte.
Laut Spielerlexikon hat Metzler von 1977/78 bis 1979/80 in der 2. Fußball-Bundesliga beim Freiburger FC 94 Ligaspiele bestritten und neun Tore erzielt.
Anschließend widmete sich Metzler wieder vollständig seiner Tätigkeit als Lehrer, sein parallel zu seiner Spielerkarriere in Freiburg absolviertes Studium an der Pädagogischen Hochschule Freiburg hatte er sich mit seinem Spielergehalt finanziert. Nebenher war er als Künstler tätig, ab 1999 widmete er sich der Zauberkunst. Zudem schreibt er Zeitungskolumnen, die bereits auch als Buch herausgegeben wurden.